# Маханараяна-упанишада
Маханараяна (mahānārāyaṇa) или Нараяна (nārāyaṇa) — название нескольких упанишад:
- Десятая глава Тайттирия-араньяки («Кришна Яджурведа») называется Маханараяна-упанишада. Она существует в двух редакциях, известных как Дравида (64 ануваки-стиха) и Андхра (80 анувак-стихов)[1]. Является более поздним добавлением в араньяку[2].
- Маханараяна-упанишада в составе «Атхарваведы» (25 кханд-глав) — этот текст близок по своему содержанию десятой главе Тайттирия-араньяки[3].
- Средневековый трактат, так же называемый «Трипадвибхути», внесённый в список канона Муктика, также иногда называется Маханараяна-упанишадой[4]. Это самостоятельный текст, никак не связанный с вышеупомянутыми.